# Mick O'Driscoll
Michael Rowan O'Driscoll, detto Mick (Cork, 8 ottobre 1978), è un ex rugbista a 15 irlandese, a lungo seconda linea del Munster.
Ha indossato la maglia della Nazionale irlandese per la prima volta il 2 febbraio 2001 contro la Romania a Bucarest.